# Пам'ятник Антону Чехову (Ялта)
Пам'ятник А. П. Чехову — пам'ятник на невеликій площі в Приморському парку імені Ю. А. Гагаріна в місті Ялті (Крим). Встановлено в 1953 році на честь російського письменника Антона Чехова. Автори пам'ятника — скульптор, лауреат Державної премії СРСР, професор Георгій Мотовилов і архітектор Леонід Поляков, який проектував постамент пам'ятника.

## Історія і опис
15 липня 1953, до 49-тої річниці від дня смерті Антона Павловича Чехова, в центрі Приморського парку імені Ю. А. Гагаріна в Ялті був встановлений пам'ятник видатному письменнику. На церемонії відкриття були присутні сестра письменника Марія Чехова і його дружина Ольга Книппер Чехова .
Письменник зображений сидячим на скелі, закинув ногу на ногу, з блокнотом в лівій руці. Його погляд спрямований в нескінченну далечінь моря. Бронзова скульптура розміщена на діоритовому постаменті з написом «Чехов» .
Навпроти пам'ятника розташований перший в місті Ялті бювет мінеральної води .

## Чехов в Ялті
Антон Павлович Чехов приїхав до Ялти на постійне проживання в 1898 році за порадою лікарів. Щоб побудувати будинок в селі «Аутка» (нині частина міста), він купив ділянку землі і оселився в готовому флігелі в 1899 році, потім двоповерховому будинку. Будинок спроектований і побудований архітектором Л. Н. Шаповаловим, який в той час прибув до Ялти. До цього А. П. Чехов двічі відвідував Ялту в 1889 і 1894 роках .
Антон Павлович постійно жив в Ялті, всього п'ять років. Однак за цей короткий проміжок часу письменник написав свої ключові твори. Всі основні творчі та особисті події в житті письменника відбувалися в ялтинський період.
Громадянсько-просвітницька діяльність Чехова була високо оцінена ялтинців, які називають його «найпершим громадянином міста». Його пам'ять була увічнена не тільки як пам'ятник; ім'ям Антона Павловича Чехова були названі міський театр, одна з вулиць, центральна бібліотека, санаторій і протитуберкульозний диспансер .